# قرش الملاك الأملس
قرش الملاك الأملس أو سفن مقبع شكاطلو: هو قرش ملاك من فصيلة سكواتينا الموجودة في شرق المحيط الأطلسي.

## الوصف
قد يصل طول قرش الملاك الأملس إلى 1.6 متر. تمتاز هذه الكائنات كما هو الحال مع القرش الملاك بزعانف صدرية عريضة جداً والتي تبدو كالأشعة الطويلة. خلافاً عن الأشعة، تنفصل الزعانف الصدرية بوضوح عن الجسم. تمتلك زعنفتان ظهريتان وليس لها زعنفة شرجية.
سمك القرش لها لون بني رمادي مع بقع صغيرة مستديرة بالأبيض والأسود وبقعة بيضاء عنقية مميزة. تحتوي قواعد ونهايات الزعانف الصدرية على بقع داكنة متماثلة، بالإضافة إلى قاعدة الذيل والحافة السفلية للزعانف الظهرية. قد تتواجد بقع عينية مع حواف بيضاء. تكون الحواف الخارجية للزعانف الظهرية والذيلية بيضاء، لكن تظل حواف الزعانف الصدرية والحوضية داكنة. يقع عمودها الفقري المتضخم في منطقة الأنف وحول العين، ولكن ليس على الظهر.
تقع العيون على قمة الرأس مع سطح شديد التقعر بينهما وخياشيم خارجية مغطاة بمتحسسات قصيرة يطلق عليها (barbel). لها أيضاً متنفسات كبيرة. هناك خمس فتحات جانبية خيشومية سفلية. تكون الصمامات الأنفية إما ذات حواف طفيفة أو ذات حواف ناعمة، قد تكون المتحسسات إما متشعبة أو مفصصة.

## التواجد
تتوزع القروش الملائكية الملساء على الساحل الغربي لأفريقيا وصولاً إلى ناميبيا، وكذلك في البحر الأبيض المتوسط. يعيش في الهوامش الخارجية للمنحدر القاري على أعماق تتراوح بين 20 و500 متر، على الرغم من تواجدها عادةً في أعماق أعلى من 100 متر.

## البيولوجيا
البيانات الخاصة ببيولوجيا هذا النوع محدودة. من المعروف أنها تتغذى على أسماك القرش الصغيرة، والأسماك العظمية، ورأسيات القدم والسلطعونات. مثل كل أنواع قرش الملاك فهي تبيض ويبلغ طولها 24-27 سم عند الولادة.

## التهديدات والعلاقة مع الإنسان
إن قرش الملاك الأملس مهدد بشكل خطير. مثل قرش الملاك المنشاري (Squatina aculeata) الموجود في نفس الموطن، فلقد كان هذا النوع شائعًا جدًا. أكثر ما يهدده الصيد المكثف في المناطق الساحلية والمنحدرات القارية بواسطة الشباك العائمة والشباك الخيشومية والخيوط الطويلة، مما يؤثر على معظم نطاق موطنه قبالة الساحل الأفريقي. يتم صيد أسماك القرش كصيد عرضي، مما تسبب في انخفاض المخزون بشكل كبير في السنوات الخمسين الماضية. لذلك اختفى هذا النوع في مناطق واسعة من شمال البحر الأبيض المتوسط وفي المياه الساحلية الأفريقية. إلى جانب نوعين متصلين، قرش الملاك وقرش الملاك المنشاري، شهدت سلطات الصيد البرتغالية في المنطقة الواقعة قبالة المغرب وموريتانيا انخفاضاً بنسبة 95٪ بين عامي 1990 و1998. من المرجح تزايد التأثير على توزيع هذه الكائنات بسبب التوزع الحالي لأماكن صيد الأسماك.